# Melasma brasiliense
Melasma brasiliense là loài thực vật có hoa thuộc họ Cỏ chổi. Loài này được (Benth.) Chodat & Hassl. mô tả khoa học đầu tiên năm 1904.